# Heinrich Gustav Adolf Leybold

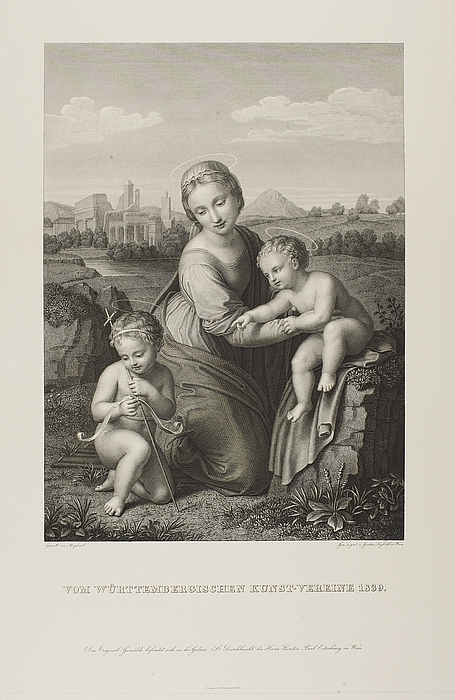
Maria mit Jesus und Johannes

Heinrich Gustav Adolf Leybold (* 14. November 1794 in Stuttgart; † 28. August 1855 in Wien) war ein österreichischer Maler und Kupferstecher.

## Leben
Im Kindesalter zog Heinrich Gustav Adolf Leybold nach Wien, wo sein Vater, Johann Friedrich Leybold, sich nach der Auflösung der Hohen Karlsschule eine neue Existenz aufbaute. Seine Ausbildung erhielt er beim Vater und an der Kunstakademie in Wien. Zunächst versuchte er sich wie sein Bruder Karl Jakob Theodor Leybold als Miniaturenmaler, bald aber konzentrierte er sich ganz auf den Kupferstich. Er schuf vor allem Porträts und Stiche nach klassischen Meisterwerken, die sich in Privatbesitz befanden, und arbeitete mit seinem Vater am sogenannten Galeriewerk, in dem die Hauptwerke des Wiener Kunsthistorischen Museums in Kupferstichen abgebildet wurden.